# دهستان همت‌آباد
دهستان همت آباد یکی از دهستانهای بخش مرکزی شهرستان بروجرد است. همت آباد در جنوب غربی این شهرستان قرار گرفته و مشتمل بر دو منطقه جغرافیایی مسطح (دشت سیلاخور) و کوهستانی (زاگرس) است. روستاهای جنوب غربی این دهستان بیشتر از طایفه‌های لر جودکی هستند.

## جمعیت
بنابر سرشماری مرکز آمار ایران، جمعیت دهستان همت‌آباد در سال ۱۳۸۵ برابر با ۲۳٫۴۰۸ نفر بوده‌است که از این میان ۱۲٬۲۱۳ نفر مرد و بقیه زن بوده‌اند. دهستان همت‌آباد ۵۶۳۲ خانوار دارد.